# 今治市大西藤山歴史資料館
今治市大西藤山歴史資料館（いまばりしおおにしふじやまれきししりょうかん）は、愛媛県今治市大西町宮脇乙579-1の藤山健康文化公園内に所在する市営歴史博物館。国の史跡・妙見山古墳（みょうけんさんこふん）に関する考古資料を中心とする展示を行っている。

## 概要

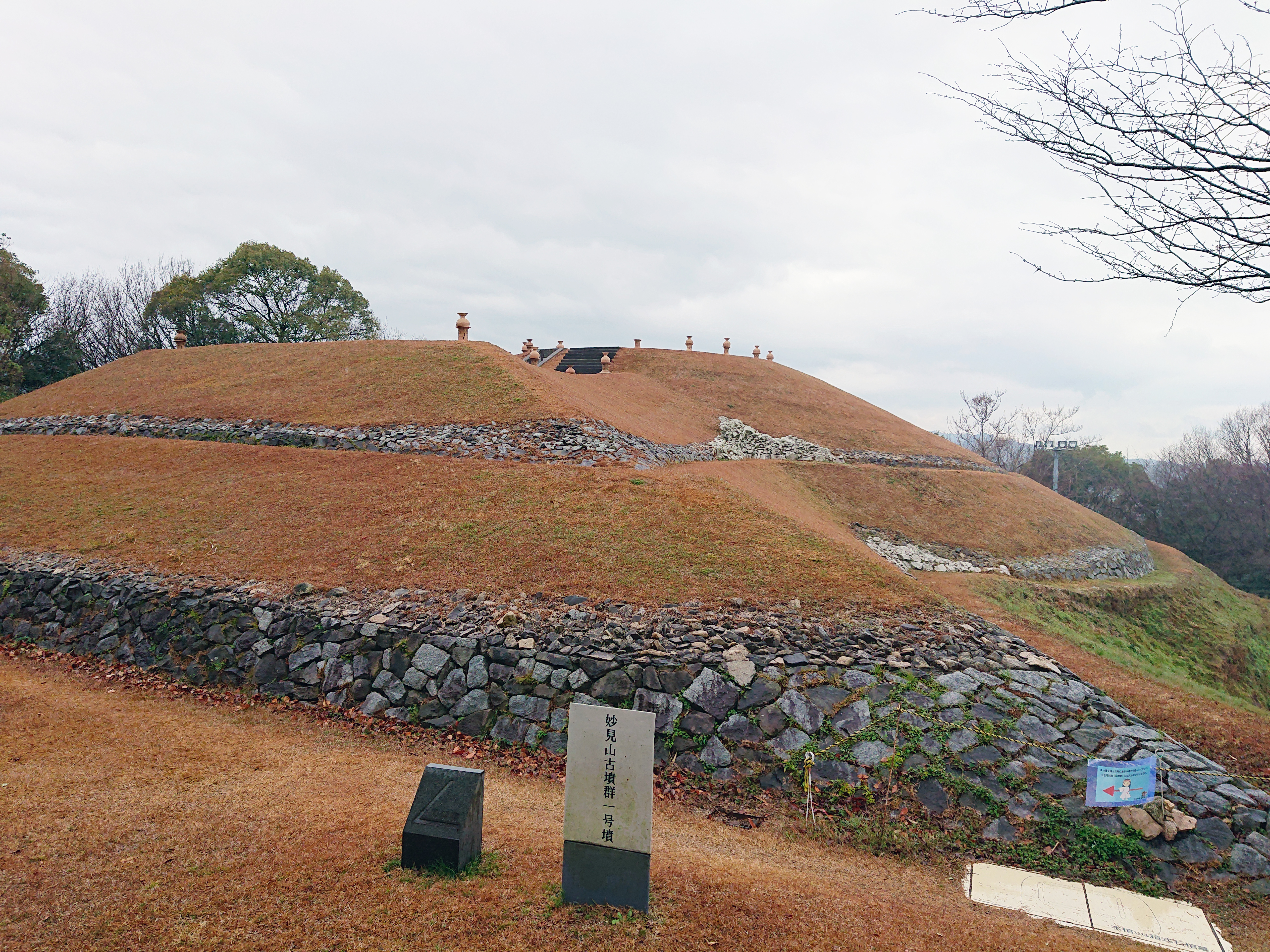
公園内丘陵上に位置する妙見山古墳

妙見山古墳（妙見山1号墳）は、高縄半島北西部の瀬戸内海（斎灘）を望む標高80メートルの丘陵頂部に位置する全長55.2メートルの前方後円墳で、近接する円墳2基（妙見山2号墳・3号墳）を含めて妙見山古墳群を構成する。古墳時代前期初頭（4世紀初頭）に築造された大型古墳として国の史跡に指定されており、古墳時代前期前半に海岸部に集中して築造される特徴を持つとして、広瀬和雄らが提唱した「海浜型前方後円墳」の1つにも数えられている。
1990年-1993年（平成2年-平成5年）度にかけて実施された発掘調査により、前方部および後円部から各1基ずつ竪穴式石槨計2基が検出され、その内外から鉄製品・銅製品（銅鏡）・土師器（二重口縁壺型土器）・伊予型特殊器台などの遺物が検出された。本資料館はこれらの遺物や調査成果を展示して、古墳時代前期初頭の伊予地域に出現した大型前方後円墳・妙見山古墳の意義と重要性を解説するために1996年（平成8年）に開設された。

## 構成施設

### 第1展示室
妙見山古墳内部と、そこから出土した遺物などをテーマとした展示。前方部から検出された2号竪穴式石槨の復元模型を室内中央に設置し、壁側の展示スペースに後円部から検出された1号竪穴式石槨の復元模型（一部）のほか、出土遺物や発掘調査時の様子、遺構・遺物の検出状況写真・解説文などを展示している。

### 第2展示室
妙見山古墳の外部と、伊予地域に特徴的な遺物などをテーマとした展示。妙見山古墳の墳丘やそこで行われたと見られる祭祀について、さらに二重口縁壺型土器や伊予型特殊器台などを展示して、伊予地域および瀬戸内海地域の古墳時代について解説している。

### 1号竪穴式石槨見学施設
資料館裏山の、妙見山古墳後円部に整備された遺構見学施設。墳丘内に保存された1号竪穴式石槨を見学することが出来る。施設は水曜日・土曜日・日曜日・祝日（かつ資料館の開館日）に1日2回（10時00分〜10時30分、15時00分〜15時30分）解放される。

### 1・2号竪穴式石槨天井石展示
妙見山古墳山麓の駐車場近くに設置された施設。古墳発掘調査の際に取り外された1・2号石槨の天井石を、再配置している。